# Hajaratu Mariama Kamara
Hajaratu Mariama Kamara (20 de diciembre de 1989) es una deportista sierraleonesa que compite en lucha libre, ganadora de dos medallas en el Campeonato Africano de Lucha entre los años 2014 y 2015.

## Palmarés internacional
| Campeonato Africano | Campeonato Africano | Campeonato Africano | Campeonato Africano |
| Año                 | Lugar               | Medalla             | Categoría           |
| ------------------- | ------------------- | ------------------- | ------------------- |
| 2014                | Túnez (Túnez)       | Medalla de plata    | 75 kg               |
| 2015                | Alejandría (Egipto) | Medalla de bronce   | 75 kg               |